# Augustus Drum
Augustus Drum (* 26. November 1815 in Greensburg, Westmoreland County, Pennsylvania; † 15. September 1858 ebenda) war ein US-amerikanischer Politiker. Zwischen 1853 und 1855 vertrat er den Bundesstaat Pennsylvania im US-Repräsentantenhaus.

## Werdegang
Augustus Drum genoss eine private Schulausbildung. Danach absolvierte er die Greensburg Academy und dann das Jefferson College. Nach einem anschließenden Jurastudium und seiner 1836 erfolgten Zulassung als Rechtsanwalt begann er in Greensburg in diesem Beruf zu arbeiten. Gleichzeitig schlug er als Mitglied der Demokratischen Partei eine politische Laufbahn ein. In den Jahren 1852 und 1853 gehörte er dem Senat von Pennsylvania an. In seiner Heimat bekleidete er einige lokale Ämter.
Bei den Kongresswahlen des Jahres 1852 wurde Drum im 19. Wahlbezirk von Pennsylvania in das US-Repräsentantenhaus in Washington, D.C. gewählt, wo er am 4. März 1853 die Nachfolge von Joseph Henry Kuhns antrat. Da er im Jahr 1854 nicht bestätigt wurde, konnte er bis zum 3. März 1855 nur eine Legislaturperiode im Kongress absolvieren. Diese war von den Ereignissen im Vorfeld des Bürgerkrieges geprägt. Nach seiner Zeit im US-Repräsentantenhaus praktizierte Augustus Drum wieder als Anwalt in Greensburg, wo er am 15. September 1858 verstarb.